# Fyra stora
De stora fyra eller fyra stora är en benämning på de fyra största och mest framstående tekniska högskolorna i Sverige: Kungliga tekniska högskolan (KTH), Chalmers tekniska högskola (Chalmers), Lunds tekniska högskola (LTH) och Tekniska högskolan vid Linköpings universitet (LiTH). Teknisk-naturvetenskapliga fakulteten vid Uppsala universitet rankas av vissa rankningar som en av de fyra bästa i Sverige inom teknik, men eftersom fakulteten endast har cirka 6000 helårsstudenter brukar den inte räknas in i de fyra stora. KTH och Chalmers är universitet med tekniskt och naturvetenskapligt fokus, medan LTH och LiTH är tekniska fakulteter vid Lunds universitet respektive Linköpings universitet. 2007 hade 82 företag på Stockholmsbörsen en verkställande direktör med civilingenjörsbakgrund, och de fyra stora har tillsammans utbildat 71 av dessa: KTH (33), LiTH (21), Chalmers (12), LTH (5).

## De fyra stora i siffror
| Vissa värden avrundade   | Kungliga tekniska högskolan (KTH) | Chalmers tekniska högskola | Lunds tekniska högskola (LTH) | Tekniska högskolan vid Linköpings universitet (LiTH) |
| ------------------------ | --------------------------------- | -------------------------- | ----------------------------- | ---------------------------------------------------- |
| Antal helårsstudenter    | ~ 13 600                          | ~ 10 600                   | ~10 000                       | ~14 800                                              |
| Antal forskarstuderande  | ~ 1 600                           | ~ 1 000                    | ~ 400                         | ~ 500                                                |
| Omsättning/budget (mnkr) | 6 065                             | 4 258                      | ~ 2 000                       | 4 567                                                |

## Rankning
| Världsrankningar inom teknik och ingenjörskonst                                | Kungliga tekniska högskolan (KTH) | Chalmers tekniska högskola | Lunds tekniska högskola (LTH) | Tekniska högskolan vid Linköpings universitet (LiTH) |
| ------------------------------------------------------------------------------ | --------------------------------- | -------------------------- | ----------------------------- | ---------------------------------------------------- |
| QS World University Rankings 2023 (Engineering & technology)                   | 37                                | 108                        | 135                           | 240                                                  |
| Times Higher Education - World University Rankings 2024 (Engineering)          | 39                                | 80                         | 126-150                       | 151-175                                              |
| Academic Ranking of World Universities 2023 (Computer science and engineering) | 101-150                           | 201-300                    | -                             | 151-200                                              |